# Цирцов (Мекленбург-Штерлиц)
Цирцов (њем. Zirzow) општина је у њемачкој савезној држави Мекленбург-Западна Померанија. Једно је од 53 општинска средишта округа Мекленбург-Штрелиц. Према процјени из 2010. у општини је живјело 338 становника. Посједује регионалну шифру (AGS) 13055081.

## Географски и демографски подаци
Цирцов се налази у савезној држави Мекленбург-Западна Померанија у округу Мекленбург-Штрелиц. Општина се налази на надморској висини од 50 метара. Површина општине износи 9,3 km². У самом мјесту је, према процјени из 2010. године, живјело 338 становника. Просјечна густина становништва износи 36 становника/km².